# Louis Muguet
Pour les articles homonymes, voir Muguet.
Louis Muguet est un imprimeur-éditeur français né vers 1590 et décédé à Lyon vers 1636. Il exerce rue Mercière puis rue de la Grenette à Lyon à partir de 1610 ; il est à l'enseigne de la Providence divine et a comme devise "Ima summis mutare deus valet".
Délégué aux élections consulaires en 1614 et 1626. Testament 1635 et juillet 1636.
Sa veuve Philippe Dupré lui succède au moins jusqu'à 1657.
Il est le père de 10 enfants dont François Muguet, imprimeur du Roi à Paris, Pierre Muguet, imprimeur à Lyon qui lui succède, Louis Muguet, imprimeur à Valence, Benoîte épouse du libraire Claude Dufour et de Anne épouse du libraire Alexandre Fumeux.